# Schuntertalbahn
| |                                             |                                                |                                                |
| Streckennummer: | 1953                                        |                                                |                                                |
| Kursbuchstrecke (DB): | ehem. 300, ehem. 222                        |                                                |                                                |
| Kursbuchstrecke: | 184k (1934) 209f (1946)                     |                                                |                                                |
| Spurweite: | 1435 mm (Normalspur)                        |                                                |                                                |
| Maximale Neigung: | 14,3 ‰                                      |                                                |                                                |
| Minimaler Radius: | 300 m                                       |                                                |                                                |
| Streckengeschwindigkeit: | alte Strecke: 60 km/h; neue Strecke 80 km/h |                                                |                                                |
| |                                             |                                                |                                                |
| \| \| \| von Berlin \| \| \| \| \| \| \| \| \| 25,00 \| Fallersleben BLE (bis 1941) \| Fallersleben BLE (bis 1941) \| \| \| 24,77 \| Fallersleben \| Fallersleben \| \| \| \| \| \| \| \| \| nach Lehrte–Hannover \| \| \| \| \| Kaliwerk Einigkeit \| \| \| \| 19,98 \| Ehmen (Pv bis 1978, früher Ehmen West) \| Ehmen (Pv bis 1978, früher Ehmen West) \| \| \| 19,50 \| Ehmen \| Ehmen \| \| \| 14,92 \| Groß Brunsrode \| Groß Brunsrode \| \| \| 14,76 \| Brunsrode-Flechtorf (Pv bis 1942, Gv bis 1975) \| Brunsrode-Flechtorf (Pv bis 1942, Gv bis 1975) \| \| \| \| Weddeler Schleife nach Weddel (Abzw) (ab 1998) \| \| \| \| \| \| \| \| \| \| Lehre Ost (Abzw seit 1941) \| \| \| \| 12,25 \| Lehre (Braunschw) \| Lehre (Braunschw) \| \| \| 9,61 \| Wendhausen (bis 1976, bis 1953 Bf) \| Wendhausen (bis 1976, bis 1953 Bf) \| \| \| \| Schunter \| \| \| \| \| Bundesautobahn 2 (verfüllt) \| \| \| \| 6,56 \| Dibbesdorf-Hondelage (Pv bis 1975) \| Dibbesdorf-Hondelage (Pv bis 1975) \| \| \| \| von der Braunschweig-Schöninger Eisenbahn \| \| \| \| 2,68 \| Braunschweig Ost früher Gliesmarode BLE \| Braunschweig Ost früher Gliesmarode BLE \| \| \| \| von Wieren \| \| \| \| \| Verbindungskurve (1938–2005) \| \| \| \| \| Überführung (1901–1942, teilweise überbaut) \| \| \| \| \| Verbindungskurve (seit 1936) \| \| \| \| 1,13 \| Braunschweig-Gliesmarode \| Braunschweig-Gliesmarode \| \| \| \| zum Haupt- und Rangierbahnhof \| \| \| \| 0,00 \| Braunschweig Nord \| Braunschweig Nord \| \| \| \| nach Lichtenberg \| \| |                                             |                                                |                                                |
| Strecke · Strecke von links (außer Betrieb) · Strecke von rechts (außer Betrieb) |                                             | von Berlin                                     | von Berlin                                     |
| Abzweig geradeaus und ehemals von links · Abzweig geradeaus und nach rechts (Strecke außer Betrieb) · Strecke (außer Betrieb) |                                             |                                                |                                                |
| Strecke · Kopfbahnhof Streckenende (Strecke außer Betrieb) · Strecke (außer Betrieb) | 25,00                                       | Fallersleben BLE (bis 1941)                    | Fallersleben BLE (bis 1941)                    |
| Bahnhof · Strecke (außer Betrieb) | 24,77                                       | Fallersleben                                   | Fallersleben                                   |
| Abzweig geradeaus und nach links · Strecke von rechts · Strecke (außer Betrieb) |                                             |                                                |                                                |
| Strecke nach rechts · Strecke · Strecke (außer Betrieb) |                                             | nach Lehrte–Hannover                           | nach Lehrte–Hannover                           |
| Strecke · Abzweig geradeaus und von rechts (Strecke außer Betrieb) |                                             | Kaliwerk Einigkeit                             | Kaliwerk Einigkeit                             |
| ehemaliger Bahnhof · Strecke (außer Betrieb) | 19,98                                       | Ehmen (Pv bis 1978, früher Ehmen West)         | Ehmen (Pv bis 1978, früher Ehmen West)         |
| Strecke · Bahnhof (Strecke außer Betrieb) | 19,50                                       | Ehmen                                          | Ehmen                                          |
| ehemaliger Bahnhof · Strecke (außer Betrieb) | 14,92                                       | Groß Brunsrode                                 | Groß Brunsrode                                 |
| Strecke · Bahnhof (Strecke außer Betrieb) | 14,76                                       | Brunsrode-Flechtorf (Pv bis 1942, Gv bis 1975) | Brunsrode-Flechtorf (Pv bis 1942, Gv bis 1975) |
| Abzweig ehemals geradeaus und nach links · Kreuzung (Strecke geradeaus außer Betrieb) |                                             | Weddeler Schleife nach Weddel (Abzw) (ab 1998) | Weddeler Schleife nach Weddel (Abzw) (ab 1998) |
| Abzweig geradeaus und von links (Strecke außer Betrieb) · Strecke nach rechts (außer Betrieb) |                                             |                                                |                                                |
| Dienststation / Betriebs- oder Güterbahnhof (Strecke außer Betrieb) |                                             | Lehre Ost (Abzw seit 1941)                     | Lehre Ost (Abzw seit 1941)                     |
| Bahnhof (Strecke außer Betrieb) | 12,25                                       | Lehre (Braunschw)                              | Lehre (Braunschw)                              |
| Haltepunkt / Haltestelle (Strecke außer Betrieb) | 9,61                                        | Wendhausen (bis 1976, bis 1953 Bf)             | Wendhausen (bis 1976, bis 1953 Bf)             |
| Brücke über Wasserlauf (Strecke außer Betrieb) |                                             | Schunter                                       | Schunter                                       |
| Strecke mit Straßenbrücke (Strecke außer Betrieb) |                                             | Bundesautobahn 2 (verfüllt)                    | Bundesautobahn 2 (verfüllt)                    |
| Bahnhof (Strecke außer Betrieb) | 6,56                                        | Dibbesdorf-Hondelage (Pv bis 1975)             | Dibbesdorf-Hondelage (Pv bis 1975)             |
| Abzweig geradeaus und von links (Strecke außer Betrieb) |                                             | von der Braunschweig-Schöninger Eisenbahn      | von der Braunschweig-Schöninger Eisenbahn      |
| Bahnhof (Strecke außer Betrieb) | 2,68                                        | Braunschweig Ost früher Gliesmarode BLE        | Braunschweig Ost früher Gliesmarode BLE        |
| Strecke von rechts · Strecke (außer Betrieb) |                                             | von Wieren                                     | von Wieren                                     |
| Strecke · Abzweig geradeaus und nach links (Strecke außer Betrieb) · Strecke von rechts (außer Betrieb) |                                             | Verbindungskurve (1938–2005)                   | Verbindungskurve (1938–2005)                   |
| Abzweig geradeaus und nach links · Kreuzung geradeaus oben (Strecke geradeaus außer Betrieb) · Abzweig ehemals geradeaus und von rechts |                                             | Überführung (1901–1942, teilweise überbaut)    | Überführung (1901–1942, teilweise überbaut)    |
| Strecke nach links · Abzweig ehemals geradeaus und von rechts · Strecke |                                             | Verbindungskurve (seit 1936)                   | Verbindungskurve (seit 1936)                   |
| Strecke · Bahnhof | 1,13                                        | Braunschweig-Gliesmarode                       | Braunschweig-Gliesmarode                       |
| Strecke · Strecke nach links |                                             | zum Haupt- und Rangierbahnhof                  | zum Haupt- und Rangierbahnhof                  |
| Dienststation / Betriebs- oder Güterbahnhof | 0,00                                        | Braunschweig Nord                              | Braunschweig Nord                              |
| Strecke |                                             | nach Lichtenberg                               | nach Lichtenberg                               |

Die Schuntertalbahn als ehemalige Bahnstrecke Braunschweig–Fallersleben war eine knapp 20 Kilometer lange Nebenbahn im Osten des heutigen Niedersachsen. 1998 wurde sie durch die Weddeler Schleife abgelöst. Namensgebend war der Verlauf der Bahnstrecke im Bereich zwischen Braunschweig und Flechtorf durch die Niederung des Flusses Schunter.

## Geschichte
Die Bahn wurde von der privaten Braunschweigischen Landeseisenbahngesellschaft (BLE) gebaut, um den damals ländlich geprägten Nordosten des Herzogtums zu erschließen. Mit dem ersten Teilstück, das ab dem 11. November 1901 befahrbar war, wurde der BLE-Bahnhof „Braunschweig Nord“ mit dem Bahnhof „Gliesmarode West“ (später: „Braunschweig Ost“) verbunden und eine Verbindung zur ebenfalls privaten Braunschweig-Schöninger Eisenbahn hergestellt. Am 1. September 1902 folgte die Verlängerung bis Flechtorf. Von dort konnte ab dem 1. November 1904 bis Fallersleben weitergefahren werden. Dazu wurde ab Ehmen das bestehende Anschlussgleis eines Kaliwerkes ausgebaut, dem die Strecke auch vom Osten her in den Bahnhof Fallersleben an der Bahnstrecke Berlin–Lehrte folgte. Das Kaliwerk stellte 1926 den Betrieb ein.
1936 baute die BLE eine Verbindungskurve vom Braunschweiger Nordbahnhof an die Bahnstrecke Braunschweig–Wieren in Richtung Norden, so dass hier eine Übergabe an die Reichsbahn möglich wurde.
Im Rahmen der Industrialisierung von Wolfsburg und Salzgitter wurde die BLE 1938 verstaatlicht. Der Personenverkehr wurde im damaligen Hauptbahnhof Braunschweig zusammengefasst. Dazu wurde eine Verbindungskurve bei Gliesmarode an die Strecke nach Wieren geschaffen. Die bisherige Verbindung zum Nordbahnhof verlor ihre Bedeutung und wurde 1942 stillgelegt.
Die ländliche Nebenbahn entsprach nicht mehr den Ansprüchen einer Industrieregion. Man plante den Neubau der Verbindung in etwa so, wie es der heutigen Weddeler Schleife entsprochen hätte, jedoch westlich um Lehre herum und im weiteren Verlauf nach Süden westlicher als die 1998 fertiggestellte Strecke. 1941/42 wurde eine gradlinige und westlicher gelegene Neutrassierung zwischen Lehre und Fallersleben in Betrieb genommen, die Zwischenbahnhöfe der alten Trasse wurden durch neue ersetzt. Die neue Strecke führte von Westen in den Bahnhof Fallersleben. Die alte Trasse wurde noch als Anschluss für Güterkunden sowie zur Versorgung des Lufttanklagers Ehmen weiterbedient. Südlich von Lehre wurden die Arbeiten kriegsbedingt eingestellt, zum Teil sind noch Bahndämme im Gelände zu erkennen.
1949 wurde die alte Trasse zwischen Flechtorf und Ehmen, 1957 zwischen Ehmen und Fallersleben aufgegeben. Zwischen Lehre und Flechtorf bestand bis in die 1970er Jahre Güterverkehr.
Anfang September 1958 kam es in Höhe des Bahnhofes Wendhausen zu einem Zugunglück. Zwei Güterzüge stießen zusammen, wobei 15 Kesselwagen in Brand gerieten. Ein Heizer kam dabei ums Leben.
Die Bahn war nun eine der Anschlussstrecken für das Volkswagenwerk Wolfsburg. Für eine Nebenbahn war sie sehr dicht belegt. In den 1980er Jahren wurde sie auf bestehender Trasse für schwere Güterzüge ausgebaut.
Mit der Planung der Anbindung Braunschweigs an die Schnellfahrstrecke Hannover–Berlin kam die Neutrassierung im südlichen Abschnitt wieder auf die Tagesordnung. Nachdem die Schuntertalbahn 1997 noch einmal als Umleitungsstrecke während des Ausbaus des Abschnitts Fallersleben–Lehrte voll belastet wurde, wurde am 18. September 1998 der Verkehr ab Braunschweig Ost eingestellt. Drei Tage später wurde der Betrieb der Weddeler Schleife aufgenommen und der Abschnitt Gliesmarode–Lehre stillgelegt.
Das Reststück von Braunschweig-Gliesmarode bis Braunschweig Ost wurde 2000 aufgegeben und 2005 demontiert. Nach Braunschweig Nord besteht noch schwacher Güterverkehr (Stand: April 2012).
Eine Lokomotive der Gattung T 3, die von 1901 bis 1930 auf der Schuntertalbahn eingesetzt wurde, ist bis heute bei der Arbeitsgemeinschaft Historische Eisenbahn e.V. (Almetalbahn) erhalten. Nach ihrem Einsatz bei der Schuntertalbahn kam sie zunächst in eine Zuckerfabrik in Walschleben.

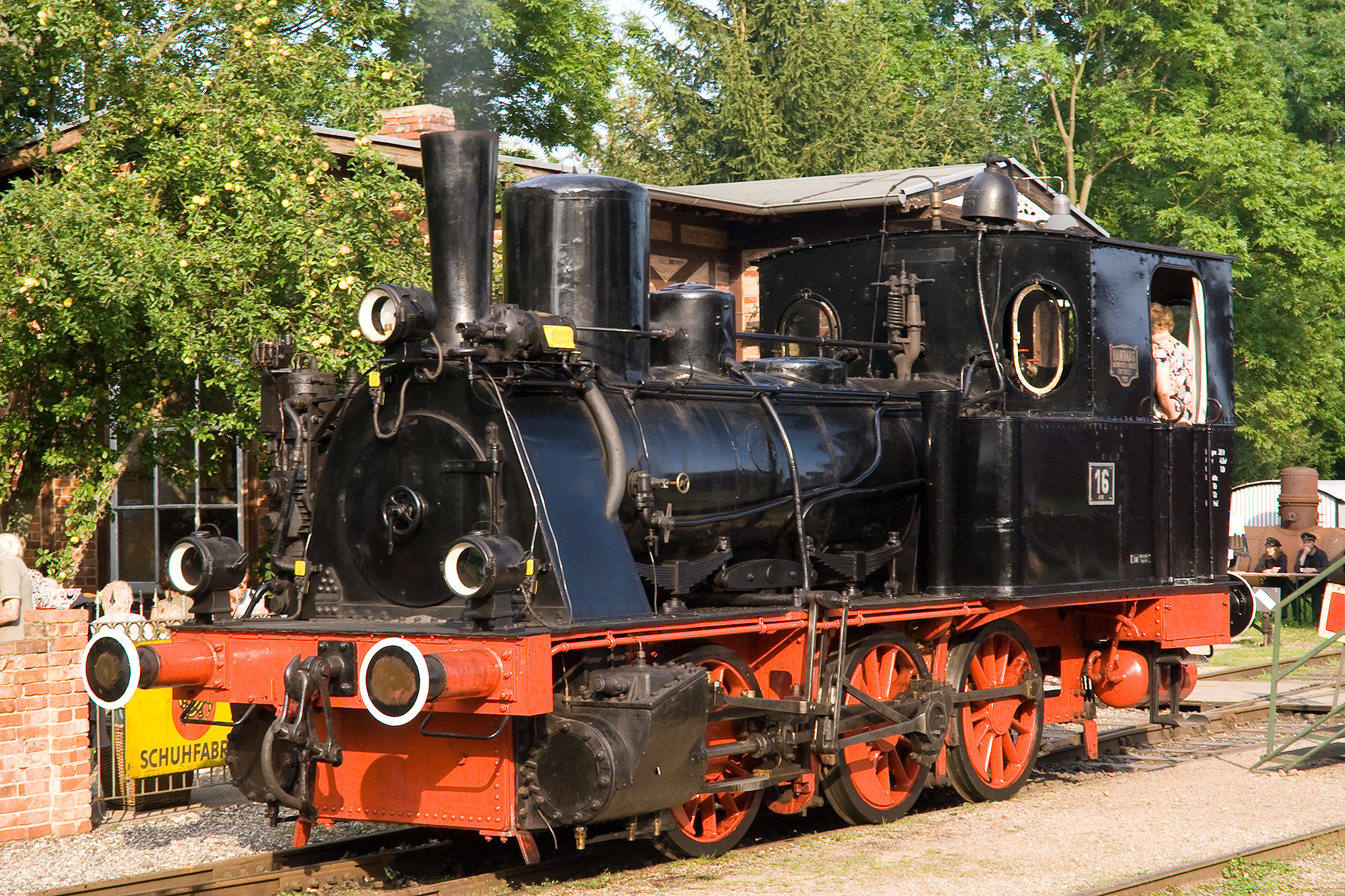
Lokomotive, von 1901 bis 1930 für die Schuntertalbahn im Einsatz (2007)
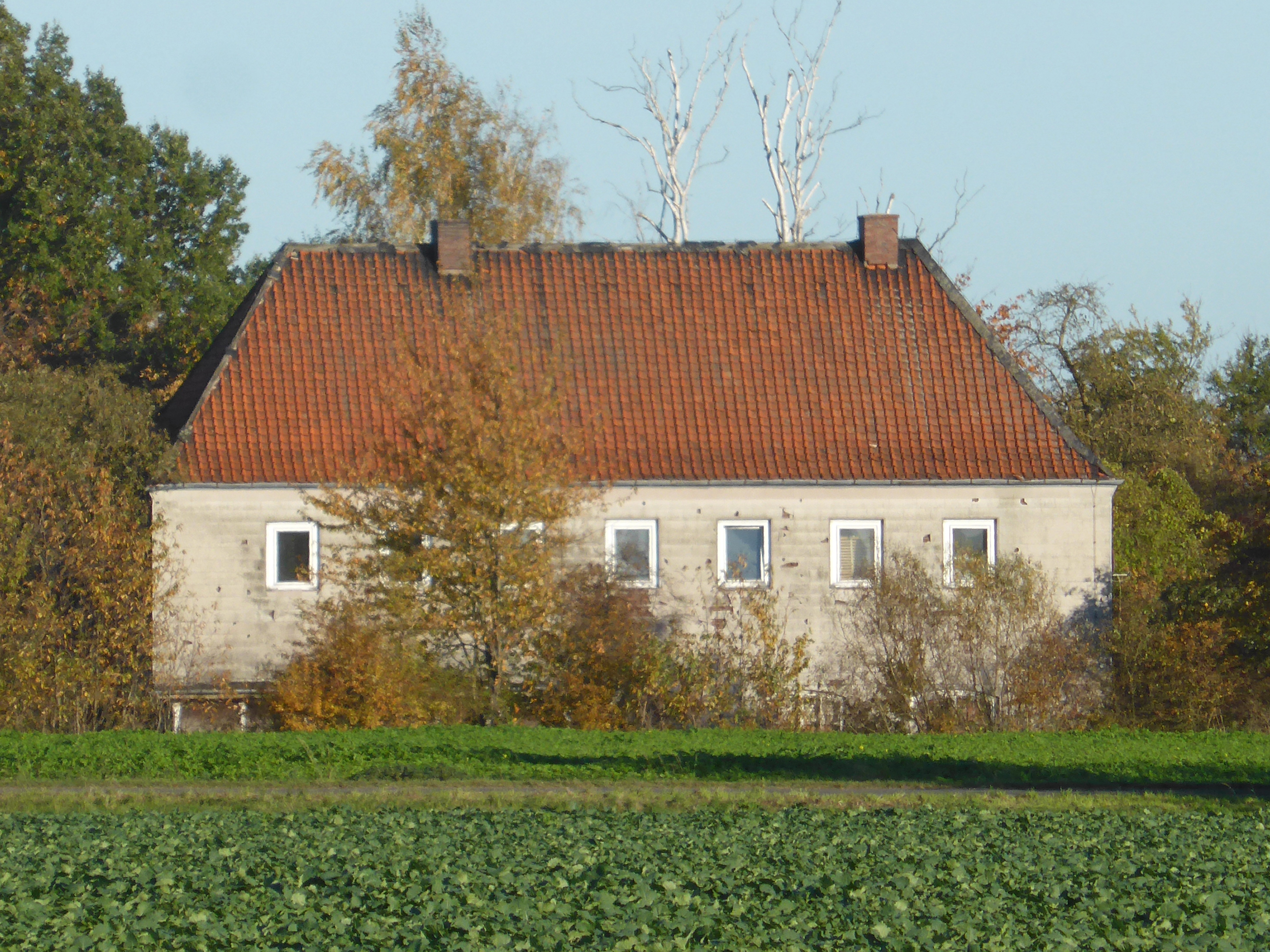
Bahnhof Ehmen West
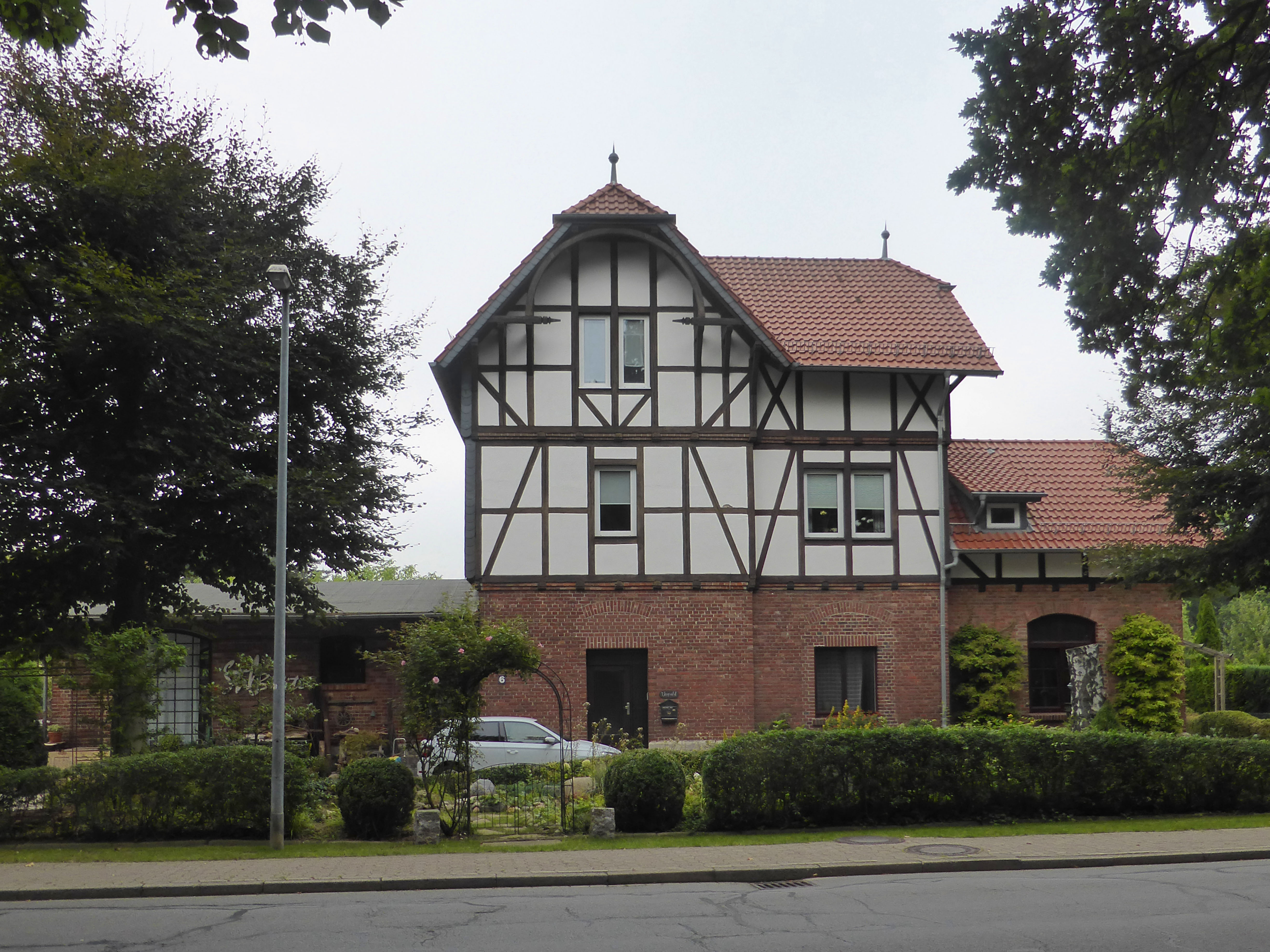
Bahnhof Ehmen
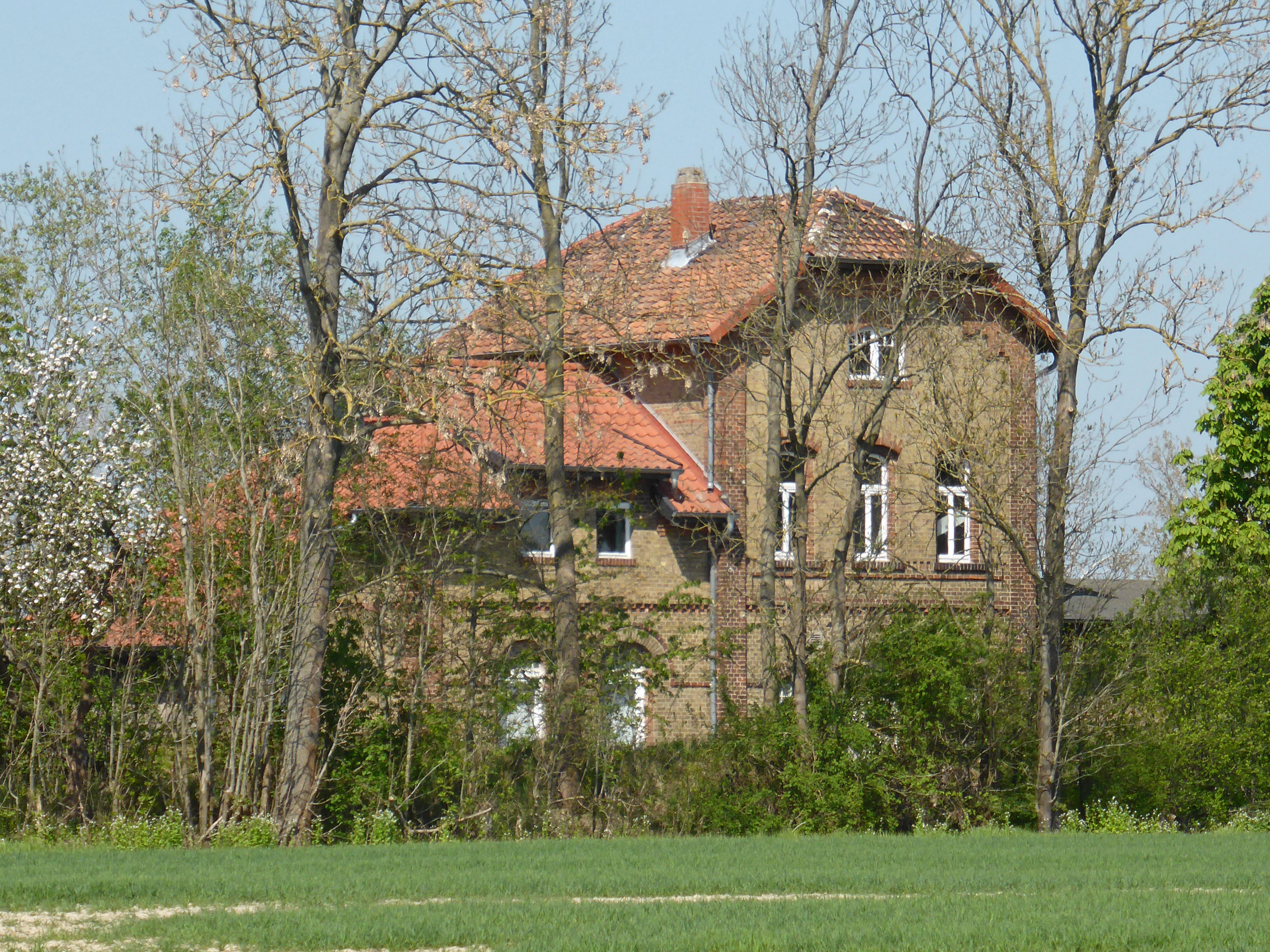
Bahnhof Brunsrode-Flechtorf